# David Copperfield (powieść)
David Copperfield (ang. David Copperfield or The Personal History, Adventures, Experience and Observation of David Copperfield the Younger of Blunderstone Rookery (Which He Never Meant to Publish on Any Account)) – powieść obyczajowa angielskiego pisarza Karola Dickensa, wydana po raz pierwszy w roku 1850 (pierwsze polskie wydanie w 1888 roku w tłumaczeniu Wilhelminy Zyndram-Kościałkowskiej). Jak niemal wszystkie dzieła Dickensa, początkowo ukazywała się w odcinkach. Wiele wątków z tej powieści jest uznawane za autobiograficzne.

## Bohaterowie
- David Copperfield, David Trotwood Copperfield, Trot – główny bohater, książka opowiada historię od jego narodzin aż do wieku dojrzałego.
- Klara Copperfield – matka Davida, wychodzi za mąż ponownie, gdy David jest małym chłopcem. Po urodzeniu drugiego synka umiera.
- David Copperfield – ojciec głównego bohatera, umiera jeszcze przed narodzinami syna.
- Klara Peggotty, Klara Peggotty Barkis – służąca w domu Copperfieldów, niania Davida, opiekunka jego matki.
- Pan Murdstone – drugi mąż Klary Copperfield, ożenił się z nią dla majątku; człowiek surowy i despotyczny.
- Panna Joanna Murdstone – szwagierka Klary Copperfield, sprowadzona przez brata do nowego domu przejmuje rolę gospodyni.
- Betsey Trotwood – ciotka Davida, osoba bardzo surowa i ekscentryczna, ale o dobrym sercu.
- Pan Dick – przyjaciel przygarnięty przez ciotkę, przez ludzi uważany za chorego psychicznie, służy dobrymi radami.
- Tomasz Traddles – przyjaciel Davida ze szkoły pana Creakle, później prawnik.
- Pani i pan Micawber – wielodzietne małżeństwo, ludzie ubodzy, za wszystko płacący wekslami, za które chcą w przyszłości zapłacić. Pani Micawber wierzy w możliwości i talent swojego męża w interesach; ten w końcu zostaje sędzią pokoju w Australii.
- Dora Spenlow – córka wziętego prawnika, piękna dziewczyna, wielka miłość i pierwsza żona Davida, niepraktyczna i dziecinna, umiera po krótkim czasie małżeństwa.
- Agnieszka Wickfield – przyjaciółka Davida od dziecinnych lat, kiedy to David mieszkał w domu jej ojca. Zawsze służy mu pomocą. Kilka lat po śmierci Dory David żeni się z nią, ona kochała go całe życie.
- Uriasz Heep – człowiek który ubezwłasnowolnił ojca Agnieszki, zagarnął wiele majątków (w tym ciotki Betsey Trotwood), jego intrygi odkrył pan Micawber przy pomocy Traddlesa.
- Daniel Peggotty – rybak, brat opiekunki Davida; przygarnął sieroty: Hama i Emilkę oraz wdowę Gummidge, uważał ich za swoją rodzinę, gdy Emilka uciekła, szukał jej, żeby jej pomóc.
- James Steerforth – David uważał go za przyjaciela. Poznali się w szkole pana Creakle; James pochodził z bardzo bogatego domu; uwiódł Emilkę, gdy była już narzeczoną Hama Peggotty i potem ją porzucił. Zginął w katastrofie morskiej podczas burzy, Ham próbował go ratować, jednak również utonął.

## Fabuła
David rodzi się półsierotą; po kilku latach matka poznaje mężczyznę, za którego wychodzi za mąż, jednak nie jest to małżeństwo szczęśliwe. David zostaje odesłany przez ojczyma do szkoły, w której jest maltretowany przez nauczyciela. Po śmierci matki trafia do pracy do fabryki; ciężko pracuje, żyje w nędzy; w końcu ucieka do swej ciotki Betsey Trotwood, którą pamięta z opowiadań matki i niani Peggotty. Ciotka, która miała nadzieję, że Dawid urodzi się dziewczynką, nadaje mu drugie imię Trotwood i zajmuje się nim. Postanawia edukować go w kierunku prawniczym.
David trafia do domu prawnika Wickfielda i mieszka z nim i jego córką Agnieszką.
Nie odpowiada mu zawód prawnika i zaczyna pisać artykuły do gazet; później stanie się popularnym pisarzem.
W międzyczasie poznaje Dorę, w której zakochuje się z wzajemnością, jednak dziewczyna niedługo po ślubie umiera.
Jest świadkiem zdrady Jamesa Steerfortha, człowieka którego uważa za najlepszego przyjaciela jeszcze ze szkoły. Mężczyzna ten uwodzi przyjaciółkę Davida z dzieciństwa Emilkę, namawia ją do ucieczki, a potem porzuca. David pomaga jej wujowi Danielowi Peggotty odnaleźć dziewczynę. Razem z przyjaciółmi – Traddlesem, panem Micawberem, panem Dickiem i ciotką – odkrywa malwersacje finansowe Heepa, pracownika pana Wickfielda; następnie żeni się z Agnieszką, która od wielu lat jest w nim zakochana.